# Horst (Holstein)
Horst (Holstein) – miejscowość i gmina w Niemczech, w kraju związkowym Szlezwik-Holsztyn, w powiecie Steinburg, siedziba urzędu Horst-Herzhorn.